# إنديان كريك
إنديان كريك (بالإنجليزية: Indian Creek)‏ هي مدينة أمريكية تقع في ولاية فلوريدا. تبلغ مساحة هذه المدينة 1.2 (كم²)،ويبلغ عدد سكانها 33 نسمة حسب إحصاء سنة 2010 م 33.تشير إحصاءات سنة 2000م بأن الكثافة السكانية في هذه المدينة تقدر بـ(27.5) نسمة/كم2 